# Воля-Мала (Люблінське воєводство)
Воля-Мала (пол. Wola Mała) — село в Польщі, у гміні Білгорай Білґорайського повіту Люблінського воєводства.